# 能高佛甲草
能高佛甲草（学名：Sedum nokoense）为景天科景天属的植物，为台灣特有植物。分布于台灣海拔3,000米至3,500米的地区，见于山坡石上，目前尚未由人工引种栽培。

## 型態特徵
多年生。莖具腺點。葉互生，匙形，長5-10 毫米，寬3-5 毫米。花黃色，穗狀聚繖花序，萼片不等長。果實平展。

## 别名
台岛景天（拉汉种子植物名称）